# Meliola ocimincola
Meliola ocimincola är en svampart som beskrevs av Petr. 1963. Meliola ocimincola ingår i släktet Meliola och familjen Meliolaceae.   Inga underarter finns listade i Catalogue of Life.